# Стамеров Костянтин Кіріакович
Костянтин Кіріакович Стамеров (14 травня 1904, Одеса — 21 березня 1972, Одеса) —   географ, економіст, мистецтвознавець.

## Біографія
К. К. Стамеров народився 14 травня 1904 року в Одесі.
У 1930 році закінчив економічний факультет Одеського інституту народного господарства.
В 1931  — 1933 роках викладав в Одеському інституті соціального виховання. У 1933 —  1941 роках працював в Одеському державному педагогічному інституті, в якому з 1938 року обіймав посаду завідувача кафедри економічної географії. Був першим деканом географічного факультету в 1934 році. . Одночасно працював в Одеському державному університеті.
У 1934 – 1936 роках викладав і завідував економічним кабінетом в Одеському німецькому педагогічному інституті.
В 1937 році захистив кандидатську дисертацію «Нові тенденції в географії зернового виробництва капіталістичних країн». Здобув вчене звання доцента.
У вересні  — жовтні 1941 року працював інспектором Наркмпросу в Одеському обласному відділі освіти.
В роки нацистської окупації Одеси викладав в університеті, за що згодом був засуджений до відбування покарання  у виправному таборі. 
У 1955 році звільнився і став викладати історію матеріальної культури та історію костюму в Одеському театрально-художньому училищі..
Помер 21 березня 1972 року в Одесі.  Похований на 2-му християнському кладовищі (діл. 23).

## Праці
- Нариси з історії костюмів. У двох частинах/ К. К. Стамеров. – Ч. 1. –  Київ: Мистецтво, 1978. – 243 с.

- Нариси з історії костюмів. У двох частинах/ К. К. Стамеров. – Ч. 2. – Київ: Мистецтво, 1978. – 176 с.